# Herb gminy Baranów (powiat puławski)
Herb gminy Baranów – jeden z symboli gminy Baranów, ustanowiony 16 kwietnia 2009.

## Wygląd i symbolika
Herb przedstawia na tarczy w polu czerwonym złotego ukoronowanego wspiętego lamparta (z herbu Lewart Firlejów) i widniał na pieczęci miasta z XVII-XVIII w..